# 오준호
오준호(吳俊鎬, 1954년 10월 3일~)는 대한민국의 로봇공학자이다.
한국과학기술원(KAIST) 기계공학과 교수이며, 휴머노이드로봇 연구센터 소장을 맡고 있다. 휴보(이족(二足)보행이 가능한 로봇)는 국내 최초로 개발된 휴머노이드 로봇(머리·몸통·팔다리 등 인간의 신체와 유사한 형태를 지닌 인간형 로봇)의 이름이다. KAIST 기계공학과 명예교수로 활동하면서 동시에 ‘레인보우로보틱스’의 최고기술책임자(CTO) 역할을 하고 있다. 현재 인간형 이족보행 로봇 플랫폼, 4족 로봇, 협동로봇 등 로봇 기능을 고도화하기 위한 각종 기술 연구·개발을 총괄하고 있다.

## 약력
- 대광고·연세대.
- 美 캘리포니아 버클리大 기계공학 박사.
- KAIST 기술이전 및 교류센터 소장·신기술창업지원단 단장, 국가 IT 홍보대사 역임.
- 現 대덕특구본부 홍보대사, 산업자원부 로봇정책자문위원.
- 現 KAIST대외부총장.

## 업적
이족보행로봇 KHR-1, KHR-2, 휴머노이드 로봇 휴보, 안드로이드형 로봇 알버트 휴보, 이족보행로봇, 인간탑승 이족보행로봇 Hubo FX-1 재난구조로봇 DRC-Hubo 등을 개발하였다.

## 상훈
오 교수는 2004 올해의 KAIST인에 선정되었다. 2005 올해의 10대 과학기술인,  2007년 과학기술부 닮고 싶고 되고 싶은 과학기술인상, 제4회 대한민국 로봇대상 및 로봇산업인의 밤 행사에서'대통령 표창'수상(2009.12.3)등을 수상하였다. 2016년에 호암 공학상을 수상했다. 2016년 4월, 과학기술훈장 창조장을 받았다. 2022년, 한국과학·공학상을 수상하였다.

## 기고
- 다가올 로봇시대에 로봇은 없다. 로봇화된 세상이 있을 뿐, 월간조선 2009년 5월호

## 같이 보기
- 지능형 로봇
- 로봇산업